# Xavier Dubois
Xavier Dubois (Libramont-Chevigny, 1 augustus 1983) is een Belgisch politicus voor Les Engagés.

## Biografie
Dubois studeerde in 2005 af als licentiaat in de politieke wetenschappen aan de Université Catholique de Louvain. Voorts behaalde hij in 2009 een bijzondere licentie in de financiën aan de hogeschool ICHEC - ISC - ISFSC Saint-Louis in Brussel en in 2011 een universitair certificaat in de statistiek aan de UCL.
Hij werkte van 2005 tot 2008 als kwaliteitsadviseur bij de bank Dexia en van 2009 tot 2010 als adviseur voor de openbare sector bij de financiële dienstverlener BDO Belgium. In 2010 werd Dubois adjunct-auditeur bij het Rekenhof, hetgeen hij bleef tot in 2012. Van april 2012 tot juli 2014 was hij dan adjunct-kabinetschef van de toenmalige Waalse minister van Financiën en Begroting André Antoine. Dezelfde functie oefende hij vervolgens van augustus 2014 tot juni 2019 uit op het kabinet van toenmalig Waals minister van Landbouw René Collin. Zowel Antoine als Collin waren minister voor het cdH, de voorloper van Les Engagés. Van 2019 tot 2024 was Dubois vervolgens adjunct-leidinggevend expert op de Cel voor Financiële Informatie van het Waals Gewest. In januari 2024 ging deze instelling op in Wallonie Finances Expertises, waar hij tot juli 2024 adjunct-algemeen coördinator was.
Voor het toenmalige cdH werd Xavier Dubois actief in de lokale politiek in Walhain. Hij was er van 2013 tot 2015 OCMW-raadslid en legde in december 2014 de eed af als gemeenteraadslid. Bij de gemeenteraadsverkiezingen van oktober 2018 verloor het uittredende gemeentebestuur in Walhain haar meerderheid en werd er een coalitie gevormd tussen Dubois' lijst Alliance Communale en Ecolo. Sinds december 2018 staat Dubois als burgemeester aan het hoofd van de gemeente.
Bij de federale verkiezingen van 9 juni 2024 stond Dubois als eerste opvolger op de Waals-Brabantse kieslijst van Les Engagés. In juli 2024 werd hij effectief lid van de Kamer van volksvertegenwoordigers in opvolging van Yves Coppieters, die was aangesteld tot Waals minister en minister in de Franse Gemeenschapsregering. Dubois nam zitting in de Kamercommissies Financiën en Begroting en Mobiliteit, Overheidsbedrijven en Federale Instellingen.